# کریستین ولزل
کریستین ولزل (انگلیسی: Christian Welzel؛ زادهٔ ۱ ژانویهٔ ۱۹۶۴) کارشناس سیاسی، و استاد دانشگاه در دانشگاه لوفانا لونببورگ و مدیر تحقیقات در انجمن بررسی ارزش‌های جهانی اهل آلمان است. او به الگوی ابعاد فرهنگی شناخته شده‌است که ارزشهای رهایی و ارزشهای سکولار را ارزیابی می‌کند.

## زندگی
ولزل در رشته علوم سیاسی و تاریخ اقتصادی در سال ۱۹۹۱ از دانشگاه سارلند فارغ‌التحصیل شد و مدرک دکترایش را در دانشگاه پوتسدام به دست آورد. وی به عنوان همکار ارشد تحقیق در بخش «نهادها و تغییر اجتماعی» علوم اجتماعی فعالیت کرد و در سال ۲۰۰۲، وی به عنوان دانشیار به دانشگاه برمن نقل مکان کرد.